# تالوی مریا
تالوی مریا (استونیایی: Talvi Märja؛ زادهٔ ۸ سپتامبر ۱۹۳۵) روان‌شناس، سیاستمدار، بازیکن و مربی تنیس زن و نماینده سابق مجلس اهل استونی است.